# Nicetas Castamonita

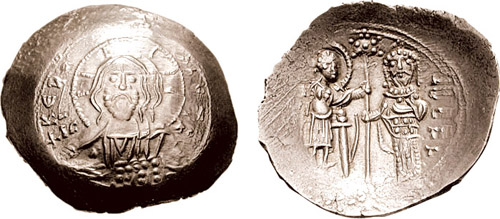
Histameno de r.

Nicetas Castamonita (em grego: Νικήτας Κασταμονίτης; romaniz.: Nikétas Kastamonítes) foi um oficial imperial do final do século XI e começo do XII, ativo durante o reinado do imperador Aleixo I Comneno (r. 1081–1118). Pouco se sabe sobre sua vida e carreira. Sua primeira menção ocorre em 1090, no contexto da guerra contra o emir seljúcida de Esmirna Tzacas, quando foi enviado pelo imperador como comandante duma frota imperial para combater Tzacas após ele ter conquistado a ilha de Quios. Nessa expedição, foi derrotado pelas tropas esmirniotas e muitos de seus navios foram capturados.
Nicetas é novamente mencionado em 1094, quando participou dum sínodo conveniado no triclínio recém-construído em Blaquerna, em Constantinopla, para discutir a veneração de ícones. Segundo as atas desse sínodo, ele teria feito parte do senado bizantino e era titular da posição cortesã de protoproedro. Em 1103, Nicetas é mencionado pela última vez em 1103, quando participou ao lado de outros oficiais militares e alta patente na conspiração liderada contra Aleixo I pelos quatro irmãos da família Anemas (João, Miguel e outros dois de nome desconhecido). Vários selos de Nicetas sobreviventes afirmam que ele teria exercido ao longo de sua carreira as funções de duque, curopalata e vestarca.